# 羅富昌
羅富昌，JP( 1949年—)，於1978年創立美特容器（香港）有限公司（波爾亞太有限公司前身）以及永富容器集團有限公司，還是公司董事長。

## 生平
公職委員包括：香港中華廠商聯合會第一副會長、香港中華總商會常務會董、香港貿易發展局理事、香港生產力促進局理事、黑龍江省及江門市政協常務委員、中國包裝聯合會副會長及江門外商投資企業協會會長。
除此之外，還是香港經濟日報獨立非執行董事、持有香港中文大學榮譽社會科學學士學位 (主修地理) 及工商管理碩士學位，以及於1988年獲頒香港青年工業家獎。

## 外部連結
- 永富容器創辦人及董事長資料 （页面存档备份，存于）
- 香港經濟日報集團董事資料